# Underground Sunshine
Underground Sunshine – amerykańska grupa muzyczna z przełomu lat 60. i 70. grająca rock psychodeliczny. Została założona w Montello w stanie Wisconsin. W skład zespołu wchodzili wokalista i gitarzysta Chris Connors, basista Bert Kohl, perkusista Frank Kohl i Jane Little, grająca na instrumentach klawiszowych.
Grupa zadebiutowała w 1969 singlem "Birthday" (aranżacją piosenki The Beatles), który trafił na 26. miejsce amerykańskiej listy przebojów Billboard Hot 100. Wydany w tym samym roku album Let There Be Light osiągnął 161. lokatę zestawienia Billboard 200.
Drugi singel "Don't Shut Me Out" (kompozycja Davida Gatesa, późniejszego lidera Bread) nie zyskał popularności, podobnie jak wydane w 1970 piosenki "Nine to Five (Ain't My Bag)" i "Jesus Is Just Alright".
Zespół rozpadł się w 1970.